# Poniatów (powiat sieradzki)
Poniatów – wieś w Polsce położona w województwie łódzkim, w powiecie sieradzkim, w gminie Goszczanów.
W latach 1975–1998 miejscowość należała administracyjnie do województwa sieradzkiego.

## Historia
Wzmiankowana w 1368. Gniazdo rodowe Poniatowskich h. Szreniawa. Adam Poniatowski, chorąży mniejszy sieradzki był fundatorem kościoła w Goszczanowie. Stanisław Poniatowski został pojmany do niewoli pod Zbarażem w 1648. Uciekł z Turcji dzięki pomocy Sulejki i Fatimy (patrz: Goszczanów). W XVIII i XIX w. wieś należała do Komorowskich. Józef Komorowski (1791–1827) był posłem na sejm w 1820 i aktywnym członkiem opozycji kaliskiej w okresie Królestwa Kongresowego. Był też współtwórcą Towarzystwa Czytelniczego. Portrety jego i żony Dezyderii z hr. Gurowskich zachowały się w goszczanowskim kościele. W Poniatowie istniał dwór z końca XVIII w.